# Phrynobatrachus anotis
Espèce
Statut de conservation UICN

 DD  : Données insuffisantes
Phrynobatrachus anotis est une espèce d'amphibiens de la famille des Petropedetidae.

## Répartition
Cette espèce est endémique du Sud-Est de la République démocratique du Congo. Son aire de répartition concerne uniquement le parc national de l'Upemba et ses alentours,. 

## Publication originale
- Schmidt & Inger, 1959 : Amphibians exclusive of the genera Afrixalus and Hyperolius. Exploration du Parc National de l'Upemba. Mission G.F. de Witte, en Collaboration avec W. Adam... [et al.] (1946-1949), vol. 56, p. 1-264.